# Clytocerus duckhousei
Clytocerus duckhousei és una espècie d'insecte dípter pertanyent a la família dels psicòdids que es troba a Àfrica: Tanzània.